# 大通苑（乙）遗址
大通苑（乙）遗址，位于中国青海省互助县双树乡大通苑村，为第四批青海省文物保护单位，公布日期为1986年5月27日，类型为古遗址。
大通苑（乙）遗址的历史年代为齐家文化、卡约文化。